# منطقه حفاظت‌شده طارم سفلی
منطقهٔ حفاظت‌شدهٔ طارم سفلی یک منطقهٔ حفاظت‌شده با مساحت ۴۷۴۳۴ هکتار است که در استان قزوین در ایران قرار دارد. این منطقهٔ حفاظت‌شده طبق مصوبهٔ شمارهٔ ۷۳۱ در تاریخ ۹۵/۱۲/۲۴ در فهرست مناطق تحت حفاظت سازمان محیط زیست ایران قرار گرفت.